# Andres Luna de San Pedro
Andres Luna de San Pedro (Parijs, 9 september 1887 - 22 januari 1952) was een Filipijns architect.

## Biografie
Andres Luna de San Pedro werd geboren op 9 september 1887 in de Franse hoofdstad Parijs. Zijn ouders waren Paz Pardo de Tavera, de zus van Trinidad Pardo de Tavera en kunstschilder Juan Luna. Andres groeide op in Parijs tot hij zes jaar oud was en zijn vader op 22 september 1892 zijn moeder en schoonmoeder doodschoot. Hij werd begin februari door een Franse rechtbank vrijgesproken, omdat het een crime passionnel betrof en vertrok met Andres de week erna naar Spanje. Na een verblijf van zes maanden in Barcelona en Parijs reisden ze per boot samen met Andres' oom Antonio Luna naar de Filipijnen, waar ze op 24 mei 1894 aankwamen in Manilla. 
Daar kreeg hij eerst privéles en ging hij later naar een school in Binondo. Hij kreeg schilderles van Miguel Zaragosa en later van Ramon Santa Coloma en Lorenzo Maria Guerrero. Met zijn schilderijen had hij internationaal enig succes. In 1902 kreeg hij in Hanoi een eervolle vermelding bij een expositie. Twee jaar later won hij een zilveren medaille voor zijn schilderwerk op de Louisiana Purchase Exposition in het Amerikaanse Saint Louis en ook op de Exposition of the Society of Artists in 1908 in Manilla behaalde hij een zilveren medaille.
Nadien koos hij echter een andere koers. Hij vertrok naar Japan voor een cursus keramiekmaken. Na terugkeer in Manilla volgde hij een schriftelijke opleiding architectuur aan de International Correspondence School. Na het voltooien van die opleiding vertrok hij naar Parijs voor verdere opleiding. In 1918 behaalde hij een diploma architectuur na het volgen van een avondopleiding. Overdag werkte hij in deze periode bij het architectenbureau Paulin. Na het behalen van zijn diploma werkte hij voor het bureau van Émile Bertone, de hoofdarchitect van de Franse overheid. Een van de gebouwen die hij in deze periode ontwierp was het gebouw van de School of Fine Arts in Manilla. Werk van Luna de San Pedro was te zien op de Salon des Artistes Français en hijzelf werd toegelaten tot de Société Centrale des Architectes Français.
Na zijn terugkeer in de Filipijnen was hij van 1920 tot 1924 hoofdarchitect van de stad Manilla. De ontwerpen van Luna de San Pedro waren ofwel modernistisch of revivalistisch van stijl. Veel van zijn modernistische gebouwen zijn in de Tweede Wereldoorlog verloren gegaan. Een voorbeeld daarvan was The Crystal Arcade, een gebouw met winkels en kantoren. Voorbeelden van gebouwen van zijn hand in de revivalistische stijl zijn de Legarda Elementary School (1922), het huis van Alfonso Zobel aan Roxas Street en Padre Faura Street, de Vicente de Paul Church aan San Marcelino Street (1930) en het huis van Rafael Fernandez aan Arlegui Street, dat na 1986 werd gebruikt als officiële residentie door president Corazon Aquino.
Luna de San Pedro gaf naast zijn werk als architect ook les aan de universiteit en was tevens president van het Philippine Institute of Architects. In 1949 kreeg hij als eerste architect de Gold Medal of Merit van de Philippine Institute of Architects (PIA).
Luna overleed in 1952 op 64-jarige leeftijd. Hij was getrouwd met Grace V. Mcrae.